# Мосбург (Федерзе)
Мосбург (њем. Moosburg) општина је у њемачкој савезној држави Баден-Виртемберг. Једно је од 45 општинских средишта округа Биберах. Према процјени из 2010. у општини је живјело 186 становника. Посједује регионалну шифру (AGS) 8426078.

## Географски и демографски подаци
Мосбург се налази у савезној држави Баден-Виртемберг у округу Биберах. Општина се налази на надморској висини од 590 метара. Површина општине износи 1,9 km². У самом мјесту је, према процјени из 2010. године, живјело 186 становника. Просјечна густина становништва износи 100 становника/km².

## Међународна сарадња
| Мјесто | Држава    | Врста сарадње | Од    |
| ------ | --------- | ------------- | ----- |
|        | Француска | партнерство   | 1993. |
| Извор  |           |               |       |